# Everett McGill
Charles Everett McGill III (Miami Beach, Florida, 1945. október 21. –) amerikai színész.
Első fontosabb alakítása egy ősember volt A tűz háborúja (1981) című filmben. Ezt követően olyan filmekben kapott fontosabb szerepeket, mint a Dűne (1984), a Halálhágó (1986), A magányos ügynök (1989), a Rémségek háza (1991), és a Száguldó erőd (1995).
A Twin Peaks című sorozatban (1989–1991) és annak 2017-es folytatásában Nagy Ed Hurleyt alakította.

## Élete és pályafutása
McGill 1963-ban a Kansas állambeli Kansas City-ben érettségizett. McGillnek viszonylag rövid a filmográfiája, de mégis sok híres és népszerű rendező filmjében szerepelt. Játszott Robert Redford Bilincs (1980) című filmjében, Jean-Jacques Annaud A tűz háborúja (1981) című ősemberes alkotásában, Clint Eastwood Halálhágójában (1986) és Wes Craven Rémségek háza című 1991-es horrorjában is. 1995-ben egy terroristának dolgozó zsoldosvezérként Steven Seagal ellenlábasa volt a Száguldó erőd című akciófilmben.
David Lynch rendezővel a Frank Herbert regényéből készült, 1984-ben bemutatott Dűne forgatásán ismerkedett és barátkozott össze. Everett több Lynch filmben is szerepet kapott, a Twin Peaks televíziós sorozatban 1989 és 1991 között Nagy Ed bőrébe bújt. 1996-ban az Álnokok és elnökök című filmvígjátékban játszott Jack Lemmon és James Garner oldalán. 1999-ben még feltűnt Lynch Straight Story – Az igaz történet című életrajzi drámájában, majd ugyanebben az évben egy időre visszavonult a filmezéstől.
Lynch személyesen kereste fel, hogy játssza el újra Nagy Ed szerepét Twin Peaks sorozat 2017-es folytatásában, amire a színész igent mondott.

## Filmográfia

### Film
| Év   | Magyar cím                        | Eredeti cím                    | Szerep                    | Magyar hang   |
| ---- | --------------------------------- | ------------------------------ | ------------------------- | ------------- |
| 1979 | Jenkik                            | Yanks                          | táncoló katona            |               |
| 1980 |                                   | Union City                     | Larry Longacre            |               |
| 1980 | Bilincs                           | Brubaker                       | Eddie Caldwell            | Németh Gábor  |
| 1981 | A tűz háborúja                    | Quest for Fire                 | Naoh                      |               |
| 1984 | Dűne                              | Dune                           | Stilgar                   | Széles Tamás  |
| 1985 | Ezüst pisztolygolyók              | Silver Bullet                  | Lester Lowe tiszteletes   | Kovács István |
| 1986 |                                   | Field of Honor                 | "Sire" De Koning őrmester |               |
| 1986 | Halálhágó                         | Heartbreak Ridge               | Malcolm Powers őrnagy     | Csankó Zoltán |
| 1986 | Halálhágó                         | Heartbreak Ridge               | Malcolm Powers őrnagy     | Balázsi Gyula |
| 1988 |                                   | Iguana                         | Oberlus                   |               |
| 1989 | A magányos ügynök                 | Licence to Kill                | Ed Killifer               | Jakab Csaba   |
| 1989 | A magányos ügynök                 | Licence to Kill                | Ed Killifer               | Sörös Sándor  |
| 1990 |                                   | Jezebel's Kiss                 | Dan Riley seriff          |               |
| 1991 | Rémségek háza                     | The People Under the Stairs    | Eldon "Daddy" Robeson     | Balázsi Gyula |
| 1995 | Száguldó erőd                     | Under Siege 2: Dark Territory  | Marcus Penn               | Papp János    |
| 1996 | Álnokok és elnökök                | My Fellow Americans            | Paul Tanner ezredes       | Rosta Sándor  |
| 1998 |                                   | Jekyll Island                  | Dalton Bradford           |               |
| 1999 | Straight Story – Az igaz történet | The Straight Story             | Tom, a traktorkereskedő   |               |
| 2014 |                                   | Twin Peaks: The Missing Pieces | Nagy Ed Hurley            |               |

### Televízió
| Év        | Magyar cím               | Eredeti cím                   | Szerep                  | Megjegyzések                                                             |
| --------- | ------------------------ | ----------------------------- | ----------------------- | ------------------------------------------------------------------------ |
| 1952      | Vezérlő fény             | Guiding Light                 | Chad Richards           |                                                                          |
| 1974      |                          | Great Performances            | Ryabtsov                | 1 epizód                                                                 |
| 1980      |                          | A Time for Miracles           | farmer                  |                                                                          |
| 1987      |                          | Three on a Match              | főnök                   | tévéfilm                                                                 |
| 1987      |                          | Werewolf                      | Sweet Jake Williams     | 1 epizód                                                                 |
| 1988      |                          | Tour of Duty                  | Katim / Carter őrmester | 1 epizód                                                                 |
| 1989–1991 | Twin Peaks               | Twin Peaks                    | Nagy Ed Hurley          | - főszereplő (30 epizód) - magyar hangja: - Hegedűs D. Géza - Csuja Imre |
| 1990      |                          | Drug Wars: The Camarena Story | Bob Rawlings            | minisorozat (3 epizód)                                                   |
| 1999      | JAG – Becsületbeli ügyek | JAG                           | Bradley Dunston ezredes | egy epizód                                                               |
| 2017      | Twin Peaks               | Twin Peaks                    | Nagy Ed Hurley          | 2 epizód                                                                 |

## Fordítás
- Ez a szócikk részben vagy egészben  az   Everett McGill című angol Wikipédia-szócikk ezen változatának fordításán alapul.  Az eredeti cikk szerkesztőit annak laptörténete sorolja fel. Ez a jelzés csupán a megfogalmazás eredetét és a szerzői jogokat jelzi, nem szolgál a cikkben szereplő információk forrásmegjelöléseként.